# Renfe Viajeros
Renfe Viajeros Sociedad Mercantil Estatal, S. A. es la Sociedad Mercantil Estatal del Grupo Renfe dedicada a la prestación de servicios de transporte de pasajeros por ferrocarril.

## Historia
En el marco de la liberalización del transporte ferroviario en España, Renfe Operadora se segregó en cuatro sociedades anónimas de su propiedad, y constituyó Renfe Viajeros S.M.E., S.A. el 11 de diciembre de 2013 con el objeto social de la prestación de servicios de transporte de viajeros por ferrocarril, tanto nacional como internacional, la mediación en la prestación de cualesquiera servicios turísticos, organización, oferta y/ o comercialización de viajes combinados o productos turísticos, así como la prestación de otros servicio.

## Servicios
| Cercanías       | Media Distancia | Larga Distancia | Alta Velocidad |
| --------------- | --------------- | --------------- | -------------- |
|                 |                 |                 |                |
|                 |                 |                 |                |
|                 |                 |                 |                |
| Regional        |                 |                 |                |
| Regional Exprés |                 |                 |                |

## Trenes turísticos

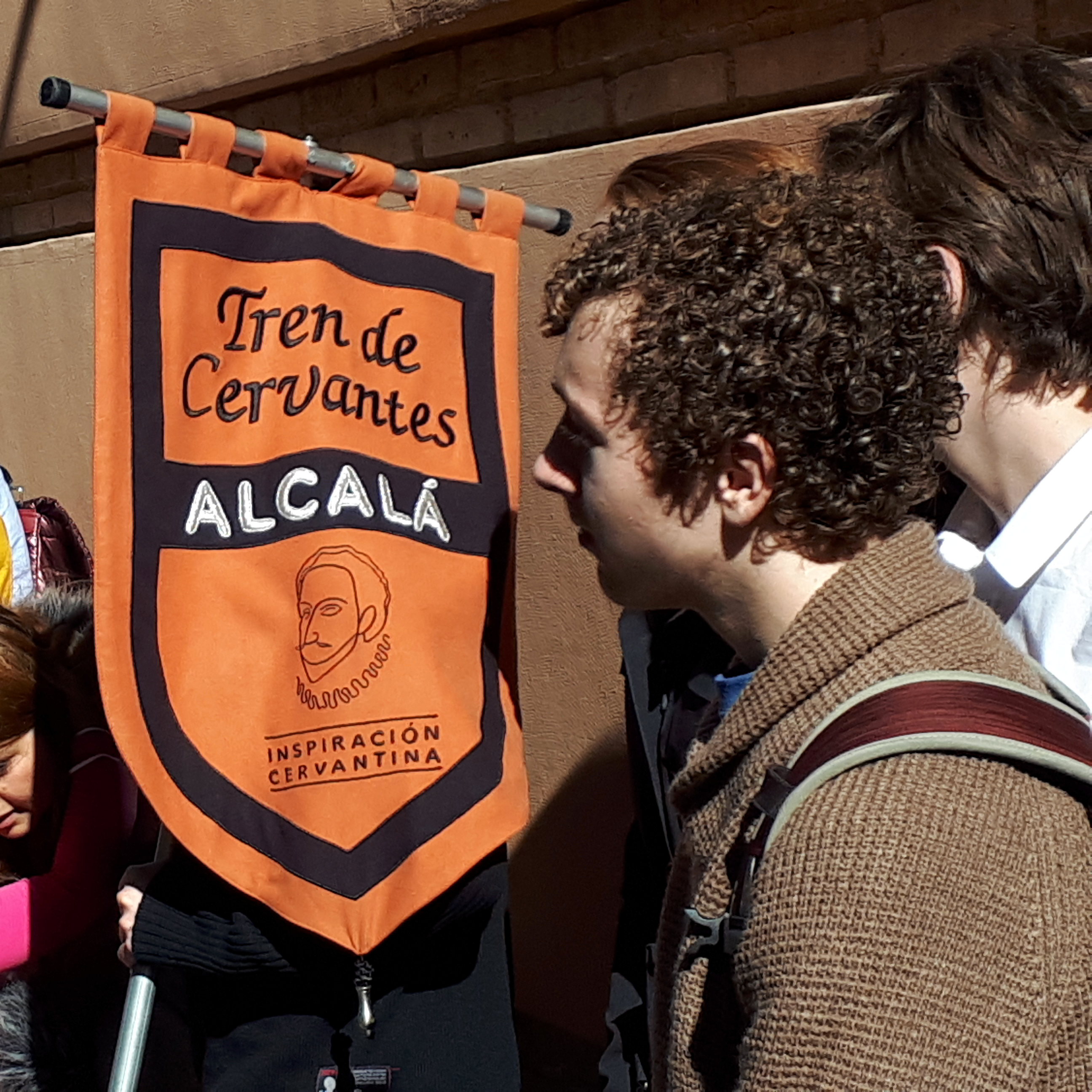
Visita guiada del Tren de Cervantes.

Renfe Viajeros opera cuatro trenes turísticos de lujo: El Transcantábrico Gran Lujo, el Costa Verde Express, el Tren Al-Ándalus y el Expreso de La Robla.
Otros trenes turísticos operados por Renfe Viajeros, que denomina "trenes temáticos", son: 
- Tren Campos de Castilla (Madrid - Soria)
- Tren de Alcalá de Júcar (Alcalá de Júcar)
- Tren de Antonio Machado (Madrid - Segovia)
- Tren de Cervantes (Madrid - Alcalá de Henares)
- Tren de José Zorrilla (Valladolid)
- Tren de la Alcarria (Guadalajara)
- Tren de la Cerámica (Talavera de la Reina)
- Tren de la Cuchillería (Albacete)
- Tren de la Lavanda (Brihuega)
- Tren de La Mancha Toledana (Tembleque y Consuegra)
- Tren de la Ruta de la Camelia en Flor (Santiago de Compostela - Villagarcía de Arosa)
- Tren de la Ruta de la Lamprea (Pontevedra – Pontevedra)
- Tren de la Ruta de las Mariñas (La Coruña - La Coruña)
- Tren de la Ruta de los Faros (Ferrol - Vivero)
- Tren de la Ruta de los Quesos de Galicia (La Coruña - La Coruña)
- Tren de la Ruta de los Monasterios (Santiago de Compostela - Santiago de Compostela)
- Tren de la Ruta del Modernismo Gourmet (Barcelona - Canet de Mar - Mataró)
- Tren de la Ruta por los Pazos y Jardines Históricos de Galicia (Santiago de Compostela - Villagarcía de Arosa)
- Tren de los Exploradores (Barcelona - Castelldefels)
- Tren de los Molinos (Madrid y Campo de Criptana)
- Tren del Canal de Castilla (Madrid)
- Tren del Mercurio (Almadén)
- Tren del Quijote (Alcázar de San Juan)
- Tren del Teatro Clásico (Almagro)
- Tren del Vino (Valdepeñas)
- Tren del Vino de Valladolid (Valladolid)
- Tren del Vino Monterrei (Orense - Orense)
- Tren del Vino Rías Bajas (Santiago de Compostela - Vigo)
- Tren del Vino Ribeiro / Rías Baixas (Orense - Orense)
- Tren Geológico del Prepirineo
- Tren Medieval (Madrid, Alcalá de Henares y Guadalajara)
- Tren Palentológico y del Patrimonio de Cuenca (Madrid - Cuenca - Madrid)
- Tren Teresa de Ávila (Madrid - Ávila)